# Oh No It's Christmas Vol. 1
Oh No It's Christmas Vol. 1 är ett samlingsalbum med julinspirerad musik av svenska blandade artister. Albumet släpptes den 15 november 2006 på skivbolaget Razzia.

## Låtlista
1. "Oh Yeah...It's Christmas" - Konie
2. "I-pod X-mas" - Hello Saferide
3. "I Saw Mommy Kissing Santa Claus" - Kristofer Åström
4. "Merry Christmas" - Laakso
5. "A Very Special Christmas" - Thousand Dollar Playboys
6. "Jingle Hell (Stuck in the Chimney)" - The Soundtrack of Our Lives
7. "Christmas Kisses" - Dreamboy
8. "Hanging in a Tie" - South Ambulance
9. "Christmas Eve" - Firefox AK & Tiger Lou
10. "Oh No! This Is What I Feared All Along" - Friska Viljor
11. "You Were All There" - Maia Hirasawa
12. "Jullåten 2004" - Suburban Kids with Biblical Names
13. "No Money" (for X-Mas) - The Tiny
14. "To Bring X-Mas Back This Year" - Grande Roses
15. "Blue Christmas" - The Perishers
16. "Lucia (I Deserve Some Candles in My Hair)" - They Live By Night
17. "Santa Will Never Get Here" - Dogday
18. "Some Kind of Magic" - Consequences
19. "Last Christmas" - Indiekören

### Fotnoter
1. ↑  ”Oh No It's Christmas Vol. 1”. Discogs.com. http://www.discogs.com/Various-Oh-No-Its-Christmas-Vol-1/release/851860. Läst 18 juni 2012.